# Кнуд Лавард
Кнуд Лавард (дан. Knud Lavard; 12 березня 1096, Роскілле — 7 січня 1131) — король Вендланду (Ободрицької держави) у 1129—1131 (як Канут II) та ярл Південної Ютландії (Шлезвігу) у 1115—1131 роках. Святий Данії.

## Життєпис

### Ярл
Походив з династії Естрідсенів. Син Еріка I, короля Данії, та Боділь (Боеділи) Труготсдотір. Народився в королівській резиденції Роскілле 1096 року. У 1103 році втратив батька. Втім з огляду на малий вік не міг повноцінно претендувати на трон. Тому на виборах короля 1104 року замість Кнуда було обрано його стрийко Нільса.
Виховувався в аристократичній родині Гвіде. У 1115 році стає ярлом Зюндер'яланду (сучасний Шлезвіг). В обов'язки входило оборона кордонів Данії від нападів ободрицьких племен, зокрема вагрів та рарогів. Під час захисту своїх земель встановив гарні стосунки з Генріхом, князем ободритів (своїм двоюрідним братом). Кнуд Лавард допомагав останньому у походах проти князівства Рюген.
Разом з тим вступив у дружні стосунки з герцогами Священної Римської імперії. У 1128 році отримав титул герцога Гольштейна, ставши васалом імперії. Цим отримав підтримку для можливої боротьби за данський трон. Отримав підтримку з боку імператора Лотаря II.

### Король
У 1129 році після загибелі Свентіполка, князя Ободрицької держави, якого вбито ймовірно за змовою з Кнудом Лавардом. Після цього останній домовився (напевне за гроші) з імператором щодо визнання себе королем (або князем) Вендланду (данська назва Ободрицької держави) на основі родинних зв'язників з ободрицькою династією Наконідів. Утім відразу стикнувся зі спротивом ободритів на чолі із Ніклотом та Прібиславом I.
Разом з тим основні зусилля вирішив спрямувати на здобуття влади з огляду на похилий вік короля Нільса. Останній, у свою чергу, разом з сином Магнусом вирішили попередити дії Лаварда. Вороги Кнуда влаштували тому пастку в Гаральдстедському лісі (неподалік від абатства Рінгстед), де було вбито. У результаті розпочалася тривала війна за трон між сином Кнуда та Нільсом з Магнусом.
У 1157 році, після сходження на трон сина Кнуда — Вальдемара — рештки Кнуда Лаварда було перенесено до нової каплиці в церкві Святого Бендта в Рінгстеді. У 1170 році папа римський канонізував Кнуда. Його день 7 січня.

## Родина
Дружина — Інгеборга, донька Мстислава I, великого князя Київського.
Діти:
- Христина (1118—д/н), дружина Магнуса IV, короля Норвегії
- Маргарита (д/н)
- Катерина (д/н), дружина Прібислава, герцога Мекленбурга
- Вальдемар (1131—1182), король Данії у 1157—1182 роках